# Как я провёл лето

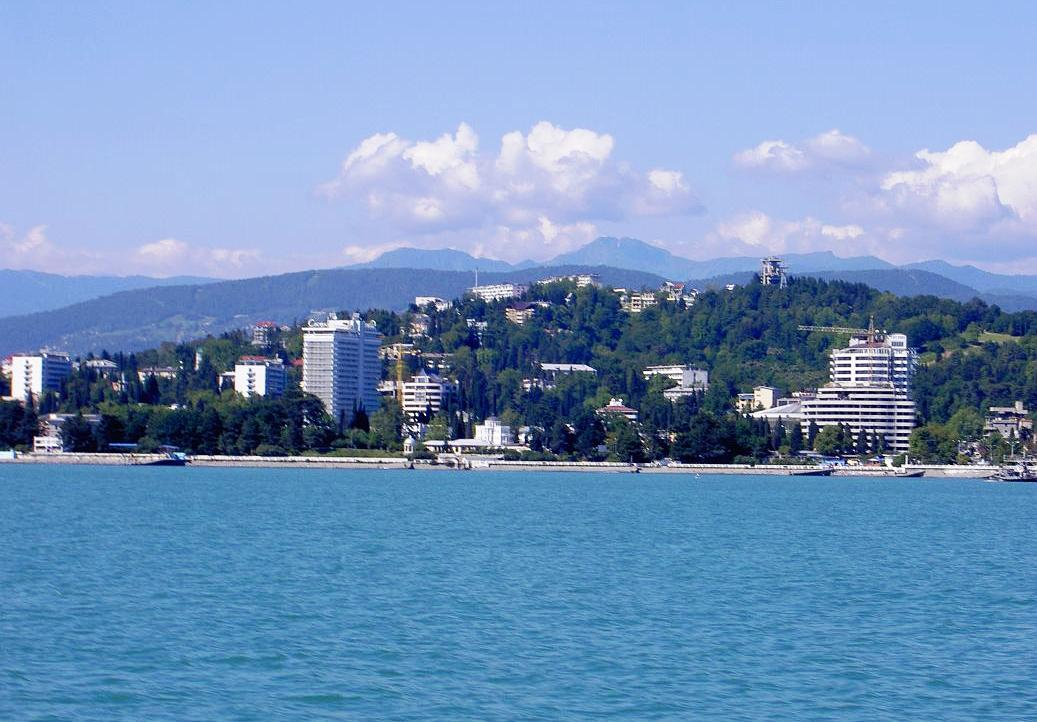

«Как я провёл лето» — традиционная тема школьного сочинения во многих странах, в том числе и в России. Данная тема особо выделяется и стоит вне обычных видов сочинений.
Предполагается, что рассказ о своём летнем отдыхе поможет учащимся закреплять образы в форме, доступной для понимания другими людьми — тема предполагает непринужденность изложения, максимальное воспроизведение обстановки, ориентацию на разговорный язык. Отмечается, что в сочинении на эту тему — более повествовательном, чем описательном — ученики в большом количестве используют глагольную лексику (в то время как в сочинении, например, на тему «Наша классная комната» эта грамматическая категория почти не представлена). Рекомендуют также совмещать сочинение о проведении лета с заданиями по грамматике.
Тема комплексная, приближается к изложению — подвижная, живая, и поэтому доступная детям — не определяется конкретным жанром сочинений — повествовательным («Прогулка в лесу»), описательным («Моя любимая игрушка») или рассуждения («Кем я мечтаю стать»), соединяет в себе сочинения репродуктивных и творческих групп.
Сочинения на эту тему пишут начиная со 2-го класса, и, по оценке Александры Бочавер, каждый школьник за одиннадцать лет учёбы пишет сочинение 8 раз.
Считается, что ставшей традиционной в СССР тему, как и ряд других тем школьных сочинений, в 1925 году предложил С. Т. Шацкий, однако, сочинения на данную тему писались и раньше, например, в официальном отчёте М. Е. Евсеева за 1901—1902 год сочинение «Как я провёл прошлое лето» указано среди четырёх других тем сочинений.
В других странах в школах также пишут сочинения на данную тему, однако, в 2019 году в США, Канаде и Англии тема стала предметом критики — некоторые родители и специалисты заявлили о неприемлемости этой темы как личной, и о трудности «летнего вопроса» для детей из неблагополучных и небогатых семей.